# Alien Swarm
Alien Swarm és un videojoc multijugador de Valve Corporation distribuït a través de Steam. És un remake del mod d'Unreal Tournament 2004 que duia el mateix nom i ha estat desenvolupat pel mateix equip de persones, després de ser contractades per Valve durant el procés de desenvolupament del joc. És disponible de franc per a tots els usuaris de Steam. Té 64 assoliments desbloquejables i fa ús del Steam Cloud i estadístiques de Steam.

## Mecànica del joc
Quatre jugadors han d'ajudar-se mútuament per a travessar nivells infestats d'alienígenes. Cada jugador tria una de les 4 classes úniques i 8 personatges diferents de Marines de la IAF disponibles: tècnic, mèdic, maquinària pesant i oficial. Poden seleccionar-se 40 tipus d'armes que es desbloquegen al llarg del joc. El joc inclou estadístiques persistents, equipament desbloquejable, i assoliments.